# مارسيو جوالبيرتو
مارسيو جوالبيرتو (مولود في 15 نوفمبر 1976) هو مفتش للشرطة المدنية ونائب الدولة البرازيلي لعضو الحزب الاجتماعي الليبرالي من ريو دي جانيرو. في انتخابات 2018 انتخب غوالبرتو نائبا بـ 23.169 صوتًا، بتكلفة قدرها 3288.98 ريالا، محققا أفضل علاقة بين عدد الأصوات ونفقات الحملة، بواقع 14 سنتا لكل ناخب.

## الحياة الشخصية
جوالبيرتو هو من الروم الكاثوليكي، متزوج وله أربعة أطفال. بسبب إيمانه فهو ضد الإجهاض. مثل النائب الفيدرالي المنتخب كريس تونييتو، فهو مرتبط بمركز دوم بوسكو.